# Какарікі лорд-гаузький
Какарікі лорд-гаузький (Cyanoramphus subflavescens) — вимерлий вид папугоподібних птахів родини Psittaculidae. Він був ендеміком острова Лорд-Гав в Тасмановому морі, що належить Австралії. Раніше на острові було багато папуг, але їх переслідували перші поселенці через набіги на посіви та сади. Востаннє спостерігався у 1869 році.

## Таксономія
Птах був описаний як повноцінний вид Томмазо Сальвадорі в 1891 році, але згодом його вважали підвидом какарікі червонолобого. Очікуючи молекулярного аналізу, Christidis & Boles (2008) припустили на біогеографічних підставах, що таксон, ймовірно, найбільше пов'язаний із какарікі норфолцьким (Cyanoramphus cookii) і є або його підвидом Cyanoramphus cookiei subflavescens, або, можливо, повним видом Cyanoramphus subflavescens. У 2012 році Всесвітній список птахів МОК визнав його видом.
Існує лише два екземпляри какарікі лорд-гаузького. Вони походять із колекції Джона Гульда, зробленої Джоном МакГіллівреєм у вересні 1853 року під час рейсу корабля HMS Herald, і зберігаються в Музеї природознавства у Лондоні.